# Breutelia affinis
Breutelia affinis là một loài rêu trong họ Bartramiaceae. Loài này được Hook. Mitt. mô tả khoa học đầu tiên năm 1856.